# 华中军区 (新四军)
新四军华中军区，是第二次国共内战（解放战争）初期在江苏安徽浙江等地设立的军区。

## 历史
1945年抗战胜利后，新四军军部北撤山东，兼任八路军山东军区机关。1945年10月25日，设立新四军华中军区，共11万人，撤销淮北军区。
1946年5月10日，桂系整编第48师进攻淮南路西，路西失守。5月31日，华中野战军司令员粟裕提出“淮南路东则准备以游击战，钳制七十四、七十三两军及一七二师之顽”。1946年6月上旬，路西部队基本撤到路东。6月7日，整7师李本一171旅、整73师77旅、整74师卢醒58旅、整25师从西、南、东三面进攻路东解放区。整5师驻六合、来安。总兵力约8万，都是国军精锐。路东只有第6旅（仅第18团）在嘉山、盱眙向西防御，独立旅在天长以南向东、向南防御。这4个团之外还有3000地方武装。6月中旬，淮南区党委、军区决定，如果防御失败，敌军占据淮南，李世农、朱云谦率领独五团、独三团1个营及各县地方武装留下来敌后游击。华中局邓子恢、张鼎丞指示要做更坏的准备（即敌后游击也无法坚持）。华中局计划放弃淮南保苏中。6月25日毛泽东电示华中局：苏中地区在蒋优势兵力进攻下有暂时失陷可能。6月26日，毛泽东指示华中局：“粟谭主力（不少于十五个团）位于三、四分区，与陈（毅）舒（同），一举占领蚌、浦间铁路线，彻底破坏铁路，该地之敌，恢复三、四分区之失地，并准备打大仗，歼灭由浦口北进之敌。”限7月10日之前完成一切准备，然后西移淮南，出击津浦线蚌浦段。为此，华中局部署淮南迎接野战军到来，准备3个月的给养。虽然苏中主力未能去淮南，但7月初陈毅把五旅派回了淮南：旅长成钧，政委赵启民，13团团长谢锐、政委萧学林；14团团长夏云飞；15团团长李世怀，政委殷绍礼，政治部主任谢雪畴。7月初在盱眙组建了六旅第16团：路西巢北支队的1大队、2大队、六旅警卫连侦察连及路西部分地方武装分别编为一、二、三营。团长彭济伍，政委王胜凯，副政委王善甫，副参谋长林寿顺，一营营长杨忠，教导员金谅，二营营长周云翔，教导员丁植民，三营营长周凤庭，教导员蓸楚。至此，淮南军区有8个主力团1.9万人。7月初，组建了新四军华中野战军第二师（新二师），师长周骏鸣，政委萧望东，副师长成钧，副政委赵启民，副师长兼参谋长梁从学，副参谋长朱云谦，政治部主任余立金，辖五旅、六旅、独立旅。7月15日，淮南军区部署五旅、独立旅在南线，六旅在北线抗击。7月16日，整5师45旅主力与整74师卢醒58旅一部从六合大举北犯。7月20日，独五团、独四团袭击歼灭整45旅135团三营，歼敌600余人。为淮南的反击和撤退赢得了时间。7月20日，中原突围的皮旅到达盱眙解放区，7月23日北撤淮北。7月21日夜，五旅突袭东旺庙的整45旅一个团，激站一夜未克，五旅伤亡惨重。7月21日，从来安出来的整96旅击破独三团的阻截攻克半塔集。邱清泉决定在东路与淮南新四军主力决战。7月23日，整96旅突袭汊涧，华中军区特务团措手不及伤亡惨重。7月24日，张公铺失守。7月25日，粟裕取得苏中两战胜利后，感觉兵力不足，致电华中局：“淮南部队形势很难保住天长盱眙，果如此，则淮南仅以少数坚持即可。”“将五旅调至苏中作战，比留淮南更为有效”。7月27日天长县城失守。7月28日华中局果断电示淮南：淮北和苏中增援淮南已不可能，只留朱云谦率第16团及地方武装敌后坚持。7月29日夜开始淮南撤退。五旅后卫部队遭国军整96旅第287团攻击损失很大。聚集在三河南岸的数千地方干部、部队家属、民兵来不及渡河，绝大多数被迫“自首”。淮南保卫战，国军投入8个团3万余人，估计自身损失2000余人。淮南部队损失6000余人。粟裕后来评价“为什么很快就不能坚持呢？淮南地形条件还是比较好的，是丘陵地，条件应该说比苏中要好，主要问题还是和平环境有很大的影响，土改也是和平土改。所以人家说淮南抗战八年，三个月就丢掉了；苏中抗战八年一直坚持，主力北撤了，它出了两个主力纵队，上升了两个主力纵队，又建成了第三个主力纵队，一直坚持到渡江。”“（淮南）主要原因是我们的和平环境、和平土改，群众没有受过锻炼。一看敌人来的时候就恐慌、紧张，我们干部是同样的。客观原因，七十四师、五军是蒋介石的主力，它的武器装备好，也很骄傲。再加上我们的部队没有经过这样的锻炼，本来在淮南至少可以给它一些打击，也可以给它一些损失消耗。”淮南保卫战脆败，主要因素有：
- 抗战后期淮南路东长期和平环境，基本区的干部群众缺乏锻炼；
- 过高估计了自身力量，企图给南路的整45旅以大的打击
- 没有及时制定撤退计划，大量后方机关、地方干部、部队家属没有提前撤退到苏北、淮北；
- 地方武装极端薄弱。核心区的天长、盱眙甚至没有县大队。基本没有区级武装。虽然抗战胜利前后两次抽调地方武装升级组建主力部队，但仍应该留下种子反复重建保持县、区两级地方武装。由于此后淮南路东没有地方武装原地坚持，整个解放区的共产党势力被还乡团、小保队连根拔除，后来华中大后方几次派遣部队挺进、恢复淮南都惨遭失败。

7月29日，淮南区党委宣布成立盱来嘉工委，书记朱云谦，部队有第16团、嘉山大队3个连、来安大队1个连、盱眙1个排。16团是路西子弟兵，对路东各县乡的社情地形党群关系并不熟悉，人生地不熟，而且是刚刚组建1个月的部队，自身上上下下也不熟悉、信任。8月6日，整5师、整74师调离，整26师（辖3个旅6个团）接防。整个淮南被国民党县乡基层党政军警的白色恐怖笼罩。
华中军区组织参与了苏中七战七捷、朝阳集战役、宿北战役、鲁南战役。1947年1月21日，北撤到山东的新四军军部兼八路军山东军区机关，与新四军华中军区机关合编组建华东军区。

## 组织架构
- 军区司令员张鼎丞
- 军区政委邓子恢
- 副司令员 粟裕、张爱萍
- 副政委兼政治部主任 谭震林
- 参谋长 刘先胜
  - 参谋处处长夏光
- 政治部副主任 钟期光
- 供给部：部长宋季文
- 华中野战军
- 淮南军区：1945年10月24日，中共华中局决定，新四军第2师师部率第4、第5旅北上山东，留下第6旅及机关一部另成立淮南军区机关。10月27日，中共中央批复华中分局，同意华中部队整编方案，将淮南军区划归华中军区建制，所辖路东、路西军分区依次改称为第3、第4（兼新四军第6旅）军分区，仍归淮南军区建制。司令员周骏鸣，区党委书记兼政委萧望东，副司令员兼参谋长梁从学，政治部主任余立金，政治部副主任徐海珊，副参谋长朱云谦。1946年5月，淮南军区撤离淮南，淮南军区机构撤销。
  - 淮南独立旅：旅长罗占云，政委李世焱，副旅长兼参谋长谭知耕，政治部主任王敬群/刘述叙，政治部副主任熊挺。独立旅成立于1945年8月17日，均系新团。独三团由甘泉支队和六合支队编成，团长黄仁挺，政委梅少卿，副团长田贤成。独四团编入天高支队的一个大队，团长彭思忠，政委赵荣。独五团由来六支队、盱嘉支队一个营及部分区队编成，团长唐元田，政委谢曙光。
  - 第3军分区（淮南路东）：司令员朱云谦，区党委副书记兼地委书记兼军分区政委李世农。
  - 第6旅兼第4军分区（淮南路西）：司令员陈庆先，区党委副书记兼地委书记兼军分区政委黄岩，参谋长胡定千，政治部主任汪少川。第6旅是1945年初重建，只有第17、第18团。伤亡较大，新兵甚多，且兵员不足。1946年4月，第17团拆散加强定合支队、定凤怀支队、定滁全支队、定凤嘉支队。仅剩第18团，团长李木生，政委廖成美，政治处主任王胜凯。
- 苏中军区：司令员管文蔚  政委陈丕显 副司令员张藩 副政委姬鹏飞 参谋长胡炳云 政治部主任陈时夫 政治部副主任惠浴宇
  - 苏中独立旅 旅长陈玉生 政委李干辉。1946年3月，华中野战军决定，苏中军区独立旅与华中野战军第6纵队合编为华中野战军第6师，苏中军区独立旅改称第6师第18旅。
  - 第1军分区：原苏中之三、四分区(通、如、海、启、靖、泰、东台)合并为一分区。司令员张震东 政委钟民
  - 第2军分区：原一、二分区(江、高、宝、兴等)改为二分区。司令员钟国楚 政委金柯
- 直属第五军分区：由盐阜军分区改称 有武装一万五千余人(包括后方)，其中有四个团共约六千余人，除两个团较老(三等团)外，余为新团，目前担负对徐继泰及监视赵云祥亦难抽出。 司令员谢祥军 政委曹获秋
- 直属第六军分区：由淮海军分区改称。有武装一万五千余(区党委、后方)，编有两个独立团，黄师走后，才由区级武装提升，武器很坏。目前除保护盐场外，该分区只能担负监视陇海路沿线之任务。  司令员覃健 政委万众一
- 直属第七军分区：由淮北路东军分区改称 司令员张震球 政委赖毅
- 直属第八军分区由淮北路西军分区改称 司令员张太生  政委吴芝圃
- 雪枫军政大学 兼校长张爱萍 兼政委邓子恢
- 海防纵队：政治委员王治平。1946年1月，新四军海防纵队改称海防总队
- 华中解放第一军：1945年8月13日，汪伪军警卫第三师3000余人从南京栖霞山等地渡江北上宣布起义，投奔新四军六合县钟家集的抗日根据地。被编入华中军区，番号为“解放第一军”。军长钟健魂（1903年—2005年8月8日），黄埔三期，建国后任任北京铁道学院副院长。政委刘贯一（1908年--1991年11月18日），1925年参加革命，曾任皖北特委宣传部副部长、长江局豫鲁联络局书记、河南省委统战部长、新四军第四师政治部敌工部长兼司令部军法处长等，建国后任全国人大常委会副秘书长、中共山西省委常委、山西省副省长等职。参谋长徐楚光（1909年—1948年10月9日），黄埔五期，1947年4月在长沙组建湘鄂民主联军任政委。1947年被捕，1948年10月9日被杀害于南京。全军仅一千零数十人，尚不稳定，全无战斗力。解放第一军被编入华中野战军第7纵队（即以后的华东野战军第11纵队)）。原军长钟健魂（钟皿浪）任第7纵队副司令员。原独1军所属部队，除军直炮连编入55团第4营编进纵队直属队外，其余各团步兵连则编成7个连队，分别与第7纵队第55团的1、2、3营合编。
  - 第一师
  - 第二师师长：赵鸿学
- 华中解放第二军：1945年9月20日中秋节汪伪和平救国军第一军第十八师师长杜新民在河南永城率部起义4个团和1个特务营共5000余人起义，暂用豫东人民自卫军作番号，部队转移到江苏省泗洪县藏桥一带。后改称华中解放第二军，一千七百人。1946年5月编入华中野战军第九纵队。军长杜新民（后任第九纵队第二副司令员、华东军区高干研究院副主任，华东军大副教育长。建国后任南京防空司令员、山东省林业厅副厅长），副军长张若禧（张鸾冀），参谋长冯文华（冯玉祥的侄子，新四军四师参谋处长，抗大四分校教育长、建国后任海军司令部训练部任副部长，开国大校，国家体委航海运动司司长），政治部主任王子光（新四军四师敌工部长） 
  - 第一旅：旅长邢剑伍（和平救国军第一军第十八师七十团团长），参谋长刘鲁民，政治部主任张俊杰
  - 第二旅旅长：李元福（和平救国军第一军第十八师六十九团团长）
  - 第三旅旅长：韩守泽（和平救国军第一军第十八师七十一团团长）
- 华中解放第四军：原汪伪孙良诚部被国民革命军收编后为新编第二路军的第一军。1945年11月在江苏盐城起义后改编（辖第11、第12师）。共六千余人，较有战斗力，但目前还是不可靠，尚须必要之监视。1947年3月，华中解放第4军编入华中野战军第10纵队。军长赵云祥，代军长戴心宽（后历任华中野战军第十纵队和第七纵队的第一副司令员、胶东军区副参谋长，建国后任山东省水利厅副厅长） 参谋长张伟农（张伴晨）政治部主任薛尚实
  - 第十一师 师长戴心宽（兼）政治部主任刘彦德
  - 第十二师 师长彭干卿(1945年12月入党，历任华中野战军第七纵队五十七团团长，豫皖苏边区五专署副专员，河南省陈留专署副专员。建国后任河南省农林厅林业局局长、河南省农业厅畜牧兽医局局长），政治部主任谭少卿
- 中国民主同盟军：1946年1月9日，国民革命军新编第六路军总司令郝鹏举率所部4个师1个特务团2万余人在台儿庄、枣庄战场起义，改编为“中国民主同盟军”，公推郝鹏举为总司令，并发表《退出内战拥护民主宣言》。1946年8月20日，根据毛泽东的指示，郝部改称华中民主联军，郝鹏举任司令。郝部于1947年1月26日在驻地徐班庄公开叛变，投靠国军。全面内战开始后，郝鹏举认为共产党大势已去，1947年1月16日，在徐班庄公开叛变。郝鹏举叛变后，部队被改编为国民党的第四十二集团军，蒋介石命令郝部回师鲁南进攻解放军。1947年2月7日，在华东解放军的猛烈进攻下，第四十二集团军全军覆没，郝鹏举本人也被俘虏。回师鲁南进攻解放军。1947年2月7日，在华东解放军的猛烈进攻下，第四十二集团军全军覆没，郝鹏举本人也被俘虏，4月份因逃遁被击毙。

1946年5月，根据《双十协定》，新四军华中野战军整编为第1、第6共两个师。华中军区辖：
- 第七纵队兼苏中军区：1046年6月2日，中共华中分局、华中军区决定，第7纵队兼苏中军区。7月，参加苏中战役。司令员 管文蔚 政委 吉洛 副司令员 戴心宽 副司令员兼参谋长 胡炳云
  - 五十五团
  - 五十七团 团长朱传保
  - 五十九团
  - 六十一团
  - 第一军分区 司令员 段焕竞 政委 钟民  副政委 许家屯 参谋长 张强生  政治部主任 童炎生
    - 泰兴独立团
    - 泰县独立团
    - 靖江独立团
    - 紫石独立团
    - 东台独立团
    - 如皋警卫团
    - 特务团：1948年4月上升为华野第十一纵队第33旅第99团。

  - 第二军分区 司令员 韦永义 政委 惠浴宇 副司令员 杨洪才 副司令员兼参谋长 吴光明 副政委兼政治部主任 吴嘉民
    - 第四团：1948年4月上升为华野第十一纵队第33旅第97团。
    - 第五团

  - 第九军分区：1946年8月8日，鉴于南通至如皋公路被敌占领，一分区被割裂为东、西两部分，华中分局决定，将苏中军区第1军分区所辖南通、如东、海门、启东、崇明县及所属地方武装划出，成立苏中军区第9军分区。司令员兼专员梁灵光 政委兼地委书记洪泽（原为华中一地委副书记兼社会部长） 副司令员兼参谋长谢中光 副政委兼政治部主任周一峰
    - 如东警卫团（九团）
    - 南通警卫团（八团）
    - 东南警卫团
    - 七团（纪念新四军一师三旅老七团）：1946年10月在南通县石港镇东南于家园成立。团长王世仁/谢友才，政委陈直斋/萧卡。辖3个营2个直属连近2000人，一营（高宝县团调来的分区特务营）、二营（如东县团1个营）、三营（南通警卫团2个连，东南警卫团1个连）。1948年4月上升为华野第十一纵队第33旅第98团。
- 第十纵队兼苏北军区：1946年6月2日，中共华中分局、华中军区决定，重建苏北军区，由华中野战军第10纵队兼军区机关，并将第5、第6军分区划归苏北军区建制。司令员 谢祥军 政委 刘培善 副司令员 常玉清 参谋长 吴肃 政治部主任 孙克骥
  - 八十二团
  - 八十四团
  - 八十七团
  - 八十九团
  - 第5军分区 司令员廖成美 政委万金培。1946年7月下旬，中共华中分局决定，新四军第6旅与第5军分区合并，旅部兼第5军分区。
  - 第6军分区 司令员覃健 政委万众一。8月，又以苏北军区第6军分区所辖第1、第2、第3团为基础，组建苏北军区新编第10旅，并兼第6军分区。
- 淮南军区：1946年7月，为开辟淮南解放区，重建淮南军区。以原淮南军区独立旅、第6旅和山东野战军第2纵队第5旅组建新四军第2师（亦称华中野战军第2师），并兼淮南军区领导机关。7月中旬，参加苏中战役。司令员周骏鸣 政委萧望东 副司令员成钧 副司令员兼参谋长梁从学 副政委赵启民 政治部主任余立金。1946年7月下旬，淮南军区兼新四军第2师撤出淮南，转移到苏中、苏北解放区。1946年11月14日，中共华中分局决定，撤销新四军第2师番号，原辖第5、第6旅和独立旅，分别编入华中野战军第7、第10纵队和第1师。至此，淮南军区结束工作。1947年1月，淮南第1支队组建。1947年4月，淮南第2支队组建。1947年5月，中共华中工委决定，淮南第1、第2支队与淮南干部大队等部合并，组建淮南支队，辖第1、第2、第3营和1个侦察队以及盱眙、高宝、盱凤嘉支队，归淮南工委领导。
  - 独立旅 旅长罗占云  政委李世焱。1946年10月淮南军区独立旅撤销
    - 第3团：政治处主任叶松盛。1946年8月到苏北编入新四军第六师。团长是黄仁庭，副政委叶松盛。改编为华野六纵特务团。团长刘史明、政委叶松盛。47年5月该团拿下孟良崮顶峰。后为24军70师炮兵团。
    - 第4团：1946年10月与华中野1师老特务团的两个营合编为新四军华中野战军第1师新特务团。1946年11月编为新四军华中野战军第1师2旅4团。后为23军68师202团
    - 第5团：1946年10月编为新四军华中军区第11纵第34支队。1946年11月编为新四军第7师（成钧、赵启民部）特务团。后为25军73师219团。

  - 第5旅 旅长成钧（兼）/宋文 政委赵启民（兼）/邓少东 参谋长 胡定千 政治部主任 肖学林
  - 第6旅兼第4军分区（亦称淮南路西军分区） 旅长陈庆先  政委黄岩
  - 第3军分区（亦称淮南路东军分区） 司令员朱云谦  政委李世农
- 华中军区特务团：1947年1月编为华东野战军四纵11师32团，后为第23军68师203团。团长 曾旦生 政委 陈茂辉，副团长兼参谋长周蔚昌
- 华中军区炮兵团 团长 胥金成